# Stenkrassing
Stenkrassing (Hornungia petraea) är en växtart i familjen korsblommiga växter.